# Garam
A Garam (szlovákul Hron, németül Gran) a Duna balparti mellékfolyója Szlovákiában. 289 km hosszú, vízgyűjtő területe 5465 km², átlag vízhozama 55,2 m³/mp.
Az Alacsony-Tátrában ered, a Király-hegyen (Kráľova hoľa) (1948 m) Garamfő mellett. Ezután hosszanti völgyben folyik Besztercebányáig nyugatnak, majd onnan délnek. Lévánál töri át a vulkanikus hegységet és eléri az alföldet. Végül Párkány és Garamkövesd között, Esztergommal szemben ömlik a Dunába.

## Garam menti települések
- Besztercebánya
- Breznóbánya
- Zólyom
- Léva
- Zselíz
- Lekér
- Oroszka
- Bény
- Garamszentgyörgy
- Garamkövesd
- Kicsind
- Kőhídgyarmat
- Kéménd

## Képek

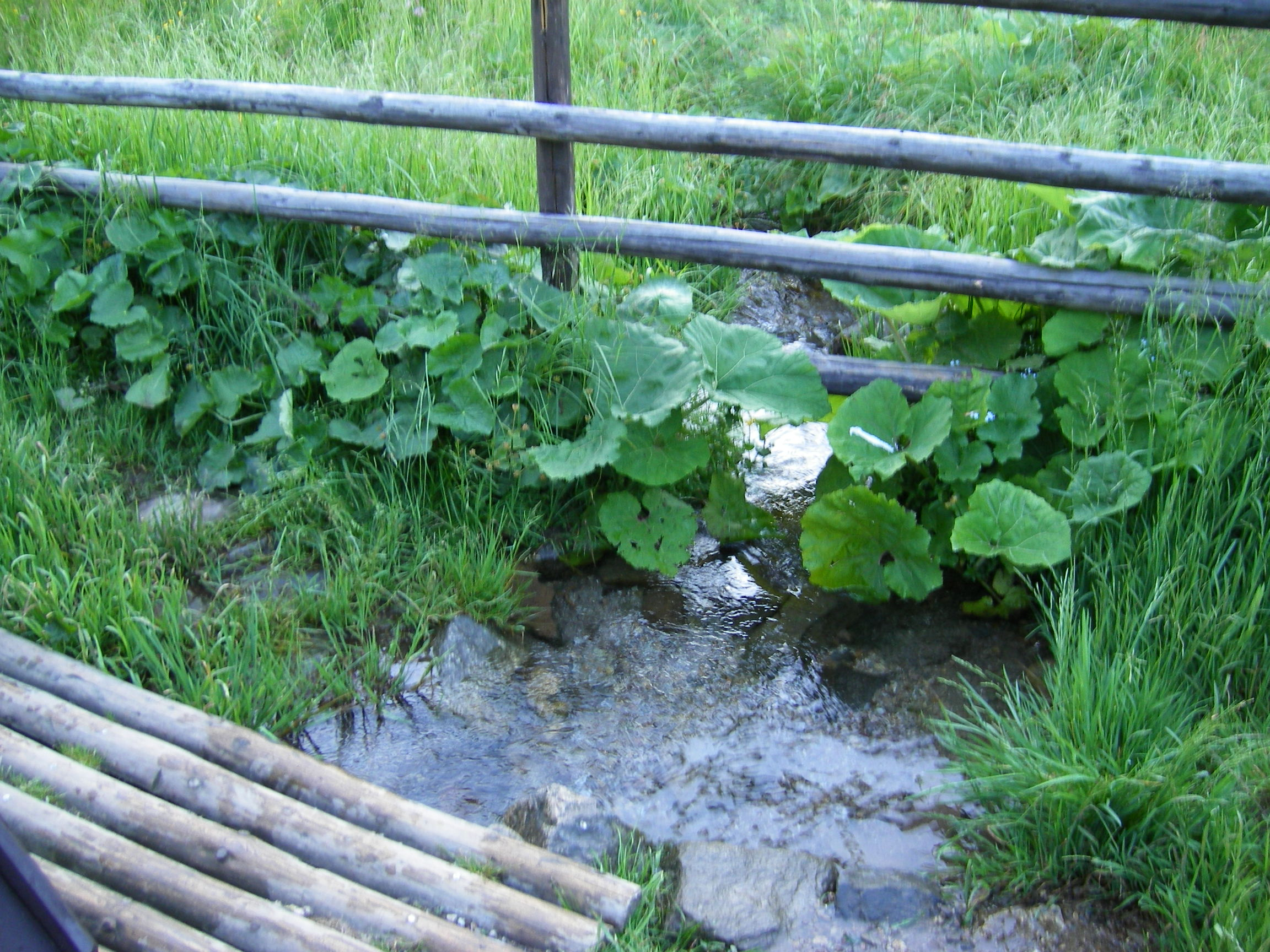
A Garam forrása Garamfő közelében
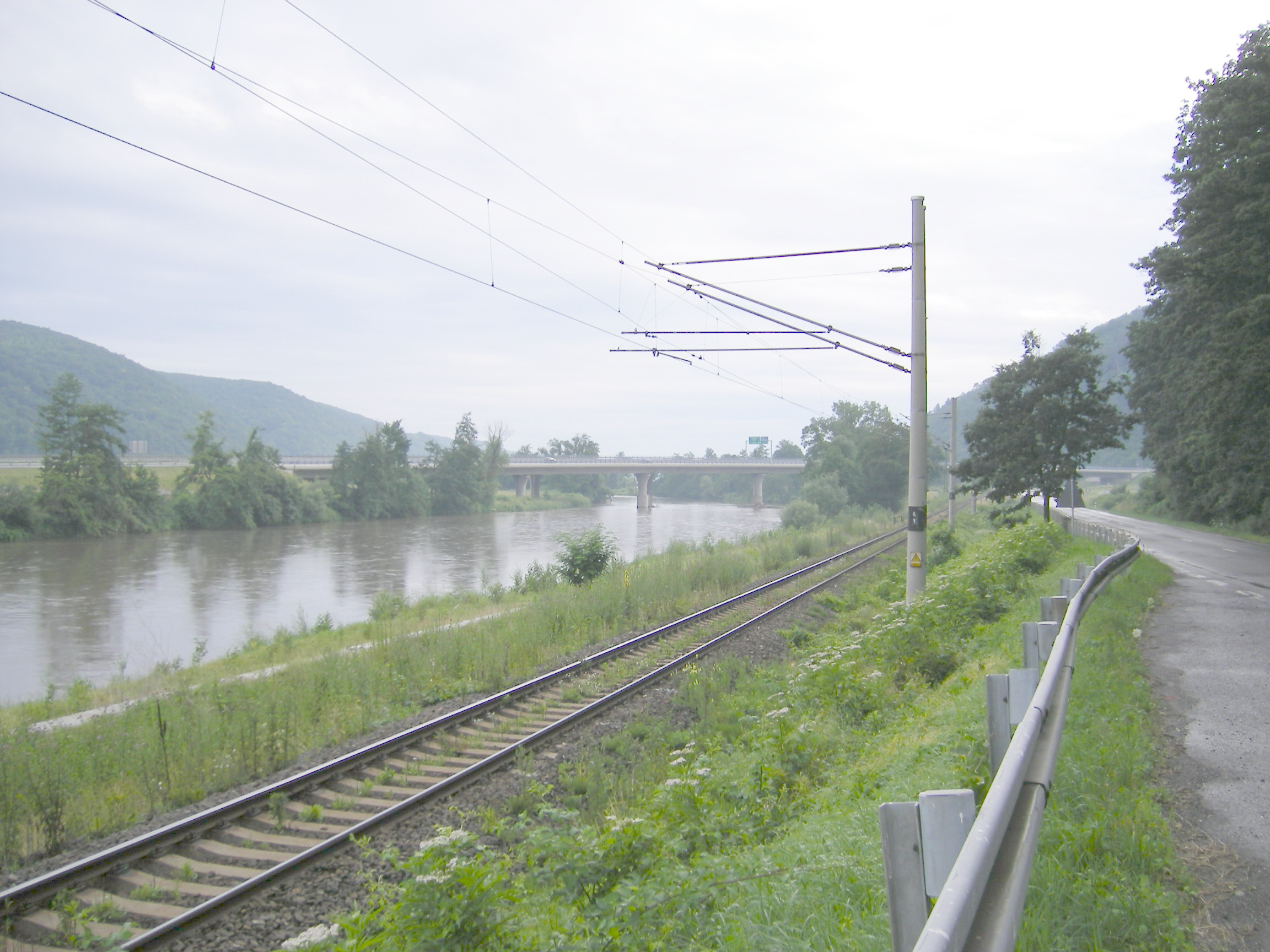
A Garam Garamszentbenedek és Oromfalu között
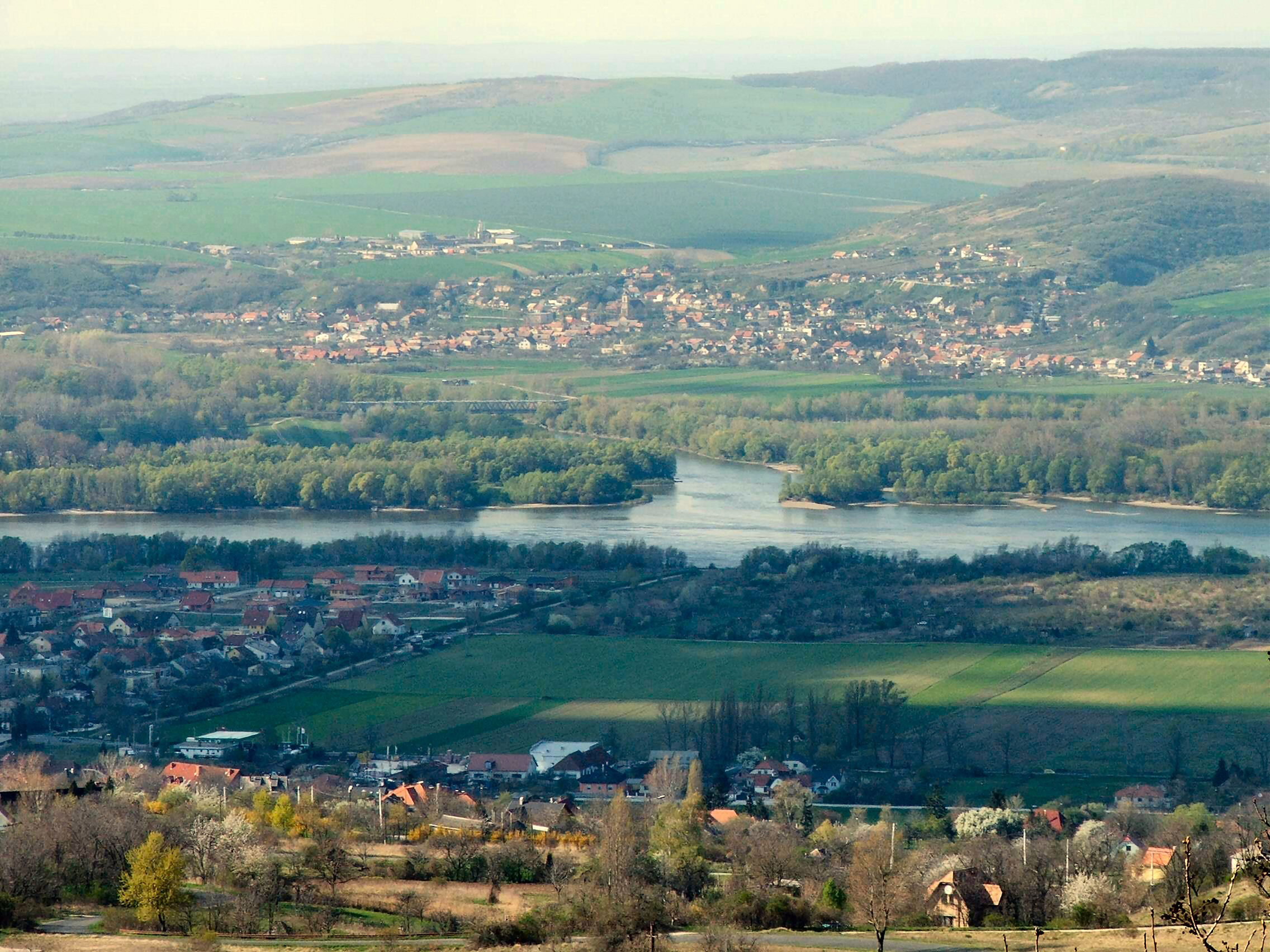
A Garam dunai torkolata (az előtérben Esztergom Szentgyörgymező városrésze, a háttérben Garamkövesd és a Kovácspataki-hegyek)
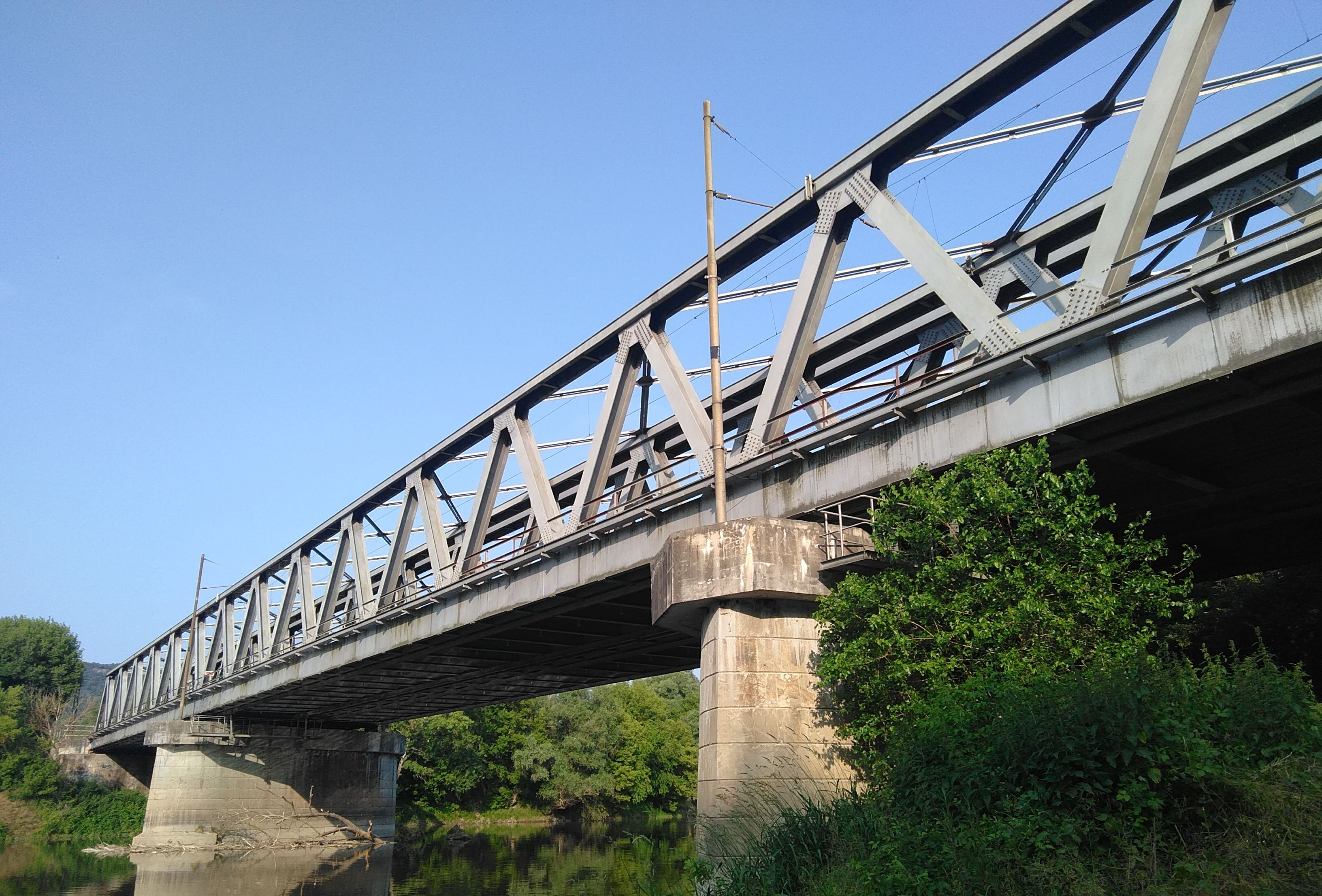
Garamkövesdi vasúti híd